# Marine Accident Investigation Branch

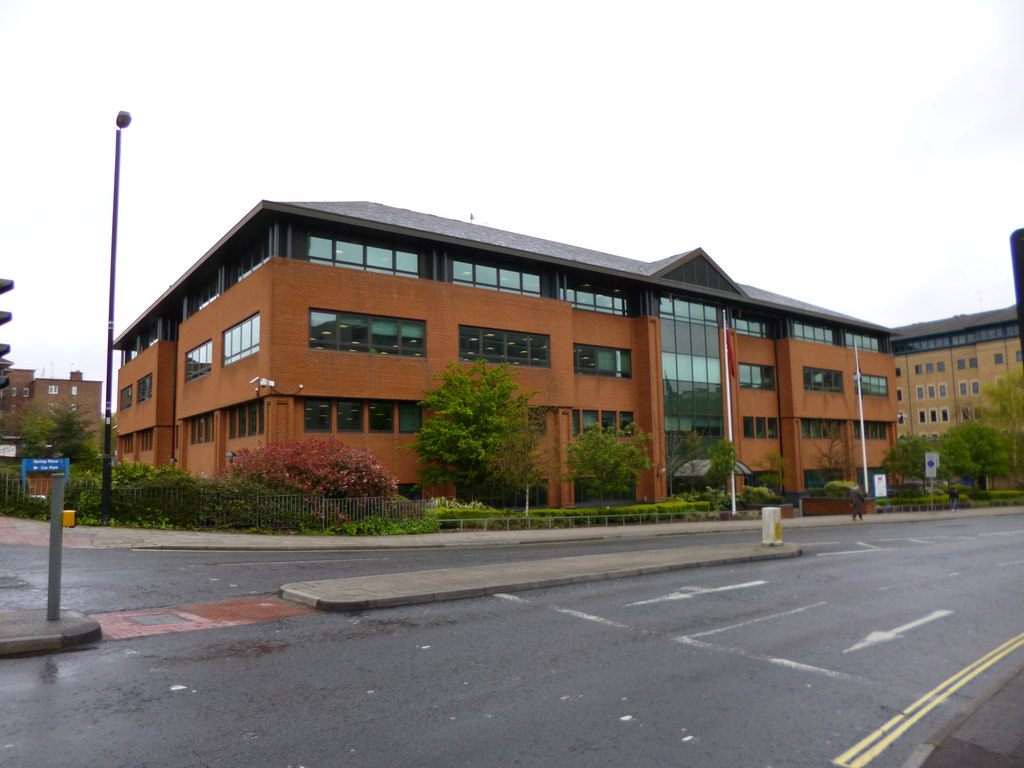
Spring Place, der Sitz von MAIB

Der Marine Accident Investigation Branch (MAIB) ist die Seeunfalluntersuchungsbehörde Großbritanniens. Sie ist dem britischen Transportministerium unterstellt und untersucht Seeunfälle in britischen Gewässern und solche, an denen Schiffe unter britischer Flagge weltweit beteiligt sind. Ihre Aufgabe beschränkt sich auf Untersuchungen zu Ursache von Unglücken, um daraufhin Sicherheitsempfehlungen zur Verhinderung weiterer ähnlicher Vorfälle zu geben.
Dienstsitz ist seit dem 3. August 2009 das Mountbatten House in Southampton, Hampshire. Die Bundesstelle für Seeunfalluntersuchung übernimmt die gleichen Aufgaben in Deutschland und für deutsche Schiffe.

## Geschichte
Der MAIB wurde 1989 gegründet, als Folge des Unglücks der Herald of Free Enterprise, die vor Zeebrugge kenterte. Bei dem Unglück kamen 193 Personen ums Leben, viele davon Briten.

## Zuständigkeit
Der MAIB kann alle Vorkommnisse in britischen Gewässern untersuchen sowie Vorkommnisse an Bord britischer Schiffe überall auf der Welt.
Der Behörde wurden durch den Merchant Shipping Act von 1995 vielfältige Rechte zugeteilt. Zusammen mit dem älteren Air Accidents Investigation Branch und dem Rail Accident Investigation Branch sind sie direkt dem Transportminister unterstellt.
Die Untersuchungen werden genau geführt, beschränken sich allerdings auf die Erforschung der Ursachen des Unglücks mit der Absicht, Sicherheitsempfehlungen herauszugeben, um vergleichbare Fälle zu verhindern. Alle kommerziell betriebenen britischen Schiffe sind dazu verpflichtet, Vorkommnisse wie Seeunfälle oder Verletzungen von Seeleuten oder Passagieren zu melden. Aus den 1500 bis 2000 Meldungen jährlich werden etwa 40 bis 50 genauer untersucht und die Ergebnisse in Berichten veröffentlicht. Die Berichte haben keine Rechtskraft und machen grundsätzlich niemanden für das Unglück verantwortlich – das ist Sache von Gerichten und Strafverfolgungsbehörden, die aber durchaus parallel tätig werden können, wie etwa im Fall des Untergangs der Segelyacht Cheeki Rafiki.

## Veröffentlichungen
Unfallberichte geben detaillierte Auskunft über Hergang und Ursache eines Schiffsunglücks. Sie enthalten Sicherheitsempfehlungen für die Seeschifffahrt. Daraus werden kurze Sicherheits-Flyer produziert, die die Unfallursachen und die entsprechenden Empfehlungen kurz zusammenfassen. Eventuell werden sie für verschiedene Empfänger anders zusammengestellt, da die Lehre aus einem Unglück der  Berufsschifffahrt oft eine andere ist als für die Freizeitschifffahrt und auch die Anregungen nicht generell für alle Schiffe anwendbar sind.